# Vilho Tuulos
Vilho Tuulos (né le 26 mars 1895 et décédé le 2 septembre 1967) est un athlète finlandais spécialiste du triple saut.

## Jeux olympiques
- 1920 à Anvers ( Belgique)
  -  Médaille d'or au triple saut
- 1924 à Paris ( France)
  -  Médaille de bronze au triple saut
  - 4e au saut en longueur
- 1928 à Amsterdam ( Pays-Bas)
  -  Médaille de bronze au triple saut
  - éliminé en qualification au saut en longueur